# Mistrovství Evropy v zápasu řecko-římském 1926
Mistrovství Evropy v zápasu řecko-římském 1926 se konalo v Rize, Lotyšsko. 

## Výsledky

### Muži
| Kategorie | Zlato             | Stříbro         | Bronz           |
| --------- | ----------------- | --------------- | --------------- |
| 58 kg     | Sigfrid Hansson   | Paul Reiber     | Armand Magyar   |
| 62 kg     | Voldemar Väli     | Erik Malmberg   | Ernst Steinig   |
| 67,5 kg   | Harald Pettersson | Osvald Käpp     | Mihály Matura   |
| 75 kg     | Johannes Jacobsen | Friedrich Bräun | László Papp     |
| 82,5 kg   | Robert Rupp       | Rudolf Loo      | Alexander Szabó |
| +82,5 kg  | Georg Gehring     | Josef Urban     | Johan Richthoff |